# Erkinian
Erkinian – polski herb szlachecki z nobilitacji, o niepewnym rysunku.

## Opis herbu
Na tarczy dzielonej w pas w polu prawym, złotym gryf czarny, wspięty, trzymający w prawej łapie gałązkę dębową.
W polu lewym, błękitnym, gałązka dębowa przeszyta dwiema strzałami, barwy nieznane.
Klejnot: krzyż złoty.
Labry fioletowe, podbite złotem.
Niepewny jest podział tarczy oraz kierunek strzał a także barwy herbu.

## Najwcześniejsze wzmianki
Nadany Mikołajowi Erkinianowi, burgrabiemu i burmistrzowi ryskiemu, 20 marca 1600.

## Herbowni
Erkinian.